# 4423 Golden
4423 Golden (1949 GH) là một tiểu hành tinh nằm phía ngoài của vành đai chính.